# 特雷伯尔
特雷伯尔是德国下萨克森州的一个市镇。总面积66.45平方公里，总人口923人，其中男性459人，女性464人（2011年12月31日），人口密度14人/平方公里。